# Psykrometer

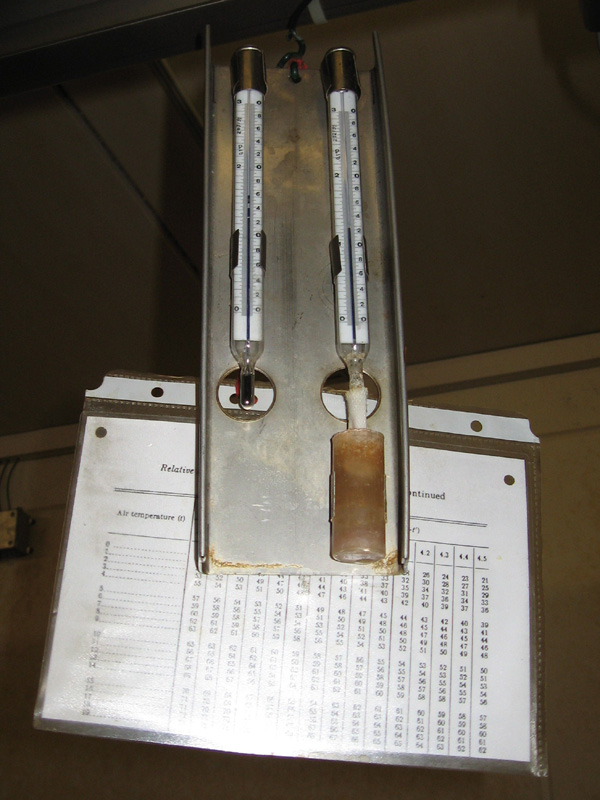
En enkel oventilerad psykrometer med omräkningstabell för att bestämma luftfuktigheten från termometrarnas temperaturskillnad.

En psykrometer (från grekiskans ψυχρός, "psychros", kylig, kall) är en typ av hygrometer (luftfuktighetsmätare) som bygger på principen att värme åtgår vid avdunstning av vatten. En psykrometer består av två termometrar, en vanlig (torr) termometer, samt en våt termometer (engelska: Wet Bulb Thermometer) där termometers känselkropp är omlindad med en ständigt fuktad tygbit. På grund av den värme som åtgår vid avdunstning från den våta termometern kommer den att visa en temperatur, den så kallade våttemperaturen, som är lägre än hos den torra termometern. Temperaturskillnaden mellan termometrarna kan sedan användas för att bestämma luftfuktigheten. För att förbättra mätningen hålls ofta luften ventilerad runt termometrarna samtidigt som de skyddas för strålningsutbyte med omgivningen.

## Grundläggande fysik
På ytan av en volym med flytande vatten finns alltid molekyler som har tillräckligt hög energi för att avgå till omgivningen som gas, de avdunstar. Förlusten av dessa högenergimolekyler gör att genomsnittsenergin, temperaturen, för det flytande vattnet sjunker. Det kallas evaporativ kylning och den värme som åtgår kallas latent värme eller ångbildningsvärme. Å andra sidan tas alltid vattenmolekyler från luften som kondenserar på ytan. Vid kondensationen åtförs latent värme till vattnet. Tätheten av vattenmolekyler i luften (luftfuktigheten) anger i vilken grad kondensation sker på ytan och påverkar därför hur mycket kondensationen kan kompensera den latenta värme som avgår genom avdunstning. En mindre temperaturskillnad mellan en torr termometer och en våt termometer speglar alltså en högre luftfuktighet.

## Princip
En psykrometer består av två termometer, där den ena termometers känselkropp är insvept med ett fuktigt material. Oftast används bomull (vanligen muslin) eller linne som via en veke står i förbindelse med en vattenbehållare. Ju torrare luft, desto mindre vatten kondenserar på det fuktiga materialet, desto större blir skillnaden mellan den evaporativa kylningen och den återförda latenta värmen från kondensationen, desto lägre temperatur kommer den våta termometern att visa och desto större blir skillnaden mellan den torra och den våta termometern. Från temperaturskillnaden kan man med hjälp av en så kallad psykrometerformel (se nedan), särskilda diagram eller tabeller bestämma den relativa fuktigheten eller andra parametrar. De diagram som används är psykrometerdiagram eller Mollierdiagram. Det är två diagram som ser olika ut men med vars hjälp man kan beräkna samma sak.
Psykrometerprincipen är den mest tillförlitliga vid bestämning av luftfuktighet och används därför när exakta mätningar eftersträvas. Felkällorna för psykrometern är väldokumenterade och inkluderar
- Ventilationen. Typiskt måste ventilationen vara på minst 3 m/s för att maximera avdunstning respektive kondensation på den våta termometern. Större termometrar kräver i allmänhet högre ventilation.
- Strålningspåverkan. Sensorena måste skyddas mot solstrålning såväl som från terrest strålning. Detta är den huvudsakliga felkällan vid fältmätningar.
- Vekens material och kondition. Det finns särskilda våttermometervekar som bör användas. Veken bör tvättas regelbundet.
- Positionen mellan termometrarna. Luft får inte flöda från den kylda våttermometern till den torra termometern.
- Vattenkvalitén. Destillerat och avjoniserat vatten bör användas för den våta termometern

Däremot påverkas inte slutresultatet nämnvärt av absoluta fel hos termometrarna eftersom det är temperaturdifferensen som mäts.
Psykrometer är olämplig mätinstrument i mindre, slutna utrymmen eftersom avdunstningen av vatten från den våta termometern kan avsevärt påverka luftfuktigheten i utrymmet.

## Psykrometerformeln
Psykrometerformeln anger ett samband mellan ångtrycket, lufttrycket och psykrometerdifferensen:
| {\displaystyle e=e_{mv}-A\rho \cdot (T-T_{v})} |                                                                               | |
| {\displaystyle e\,}                            | : Ångtrycket i hPa                                                            | : Ångtrycket i hPa                                                                                                  |
| {\displaystyle e_{mv}\,}                       | : Mättnadsångtrycket vid våttemperaturen i hPa, som kan beräknas med hjälp av | : Mättnadsångtrycket vid våttemperaturen i hPa, som kan beräknas med hjälp av                                       |
|                                                |                                                                               | {\displaystyle e_{mv}\,=\,6{,}1365\,e^{\left({\dfrac {17{,}502T_{v}}{240{,}97+T_{v}}}\right)}}                      |
| {\displaystyle \rho \,}                        | : Det aktuella lufttrycket i hPa                                              | : Det aktuella lufttrycket i hPa                                                                                    |
| {\displaystyle T\,}                            | : Lufttemperaturen i °C                                                       | : Lufttemperaturen i °C                                                                                             |
| {\displaystyle T_{v}\,}                        | : Våttemperaturen i °C                                                        | : Våttemperaturen i °C                                                                                              |
| {\displaystyle A\,}                            | : Psykrometerkoefficient:                                                     | |
|                                                |                                                                               | {\displaystyle A_{\rm {Vatten}}\,=\,0{,}00062\,\mathrm {^{\circ }C^{-1}} } när den våta termometern ej är isbelagd. |
|                                                |                                                                               | {\displaystyle A_{\rm {Is}}\,=\,0{,}00054\,\mathrm {^{\circ }C^{-1}} } när den våta termometern är isbelagd         |

Från ångtrycket kan andra luftfuktighetsparametrar bestämmas. Exempelvis bestäms den relativa fuktigheten av
| {\displaystyle U=100\cdot {\dfrac {e}{e_{m}}}} |                                                        |                                                                                       |
| {\displaystyle U\,}                            | : relativa fuktigheten i %                             | : relativa fuktigheten i %                                                            |
| {\displaystyle e_{m}\,}                        | : Mättnadsångtrycket vid aktuell (torr) lufttemperatur | : Mättnadsångtrycket vid aktuell (torr) lufttemperatur                                |
|                                                |                                                        | {\displaystyle e_{m}\,=\,6{,}1365\,e^{\left({\dfrac {17{,}502T}{240{,}97+T}}\right)}} |

## Typer av psykrometrar

### Oventilerad psykrometer
Den enklaste typen av psykrometer är oventilerad och endast utsatt för naturlig ventilation. En sådan kräver att man väntar i minst 15 minuter efter att vatten fyllts på innan man får en korrekt avläsning.

### Aspirationspsykrometer
En ventilerad psykrometer kallas aspirationspsykrometer. Den har en fläkt som ser till att ny luft ständigt tillförs. Fläkten kan drivas av en fjäder eller en motor. Termen aspirationspsykrometer kommer från latinets aspiro som betyder "andas ut" eller "blåsa". 

### Assmann-psykrometer
En Assmann-psykrometer är en sorts aspirationspsykrometer som konstruerades 1892 av den tyske meteorologen Richard Assmann (1845-1918). I Assmanns konstruktion är termometrarna monterade i två blankpolerade rör som skyddar mot yttre värmestrålning.

### Slungpsykrometer

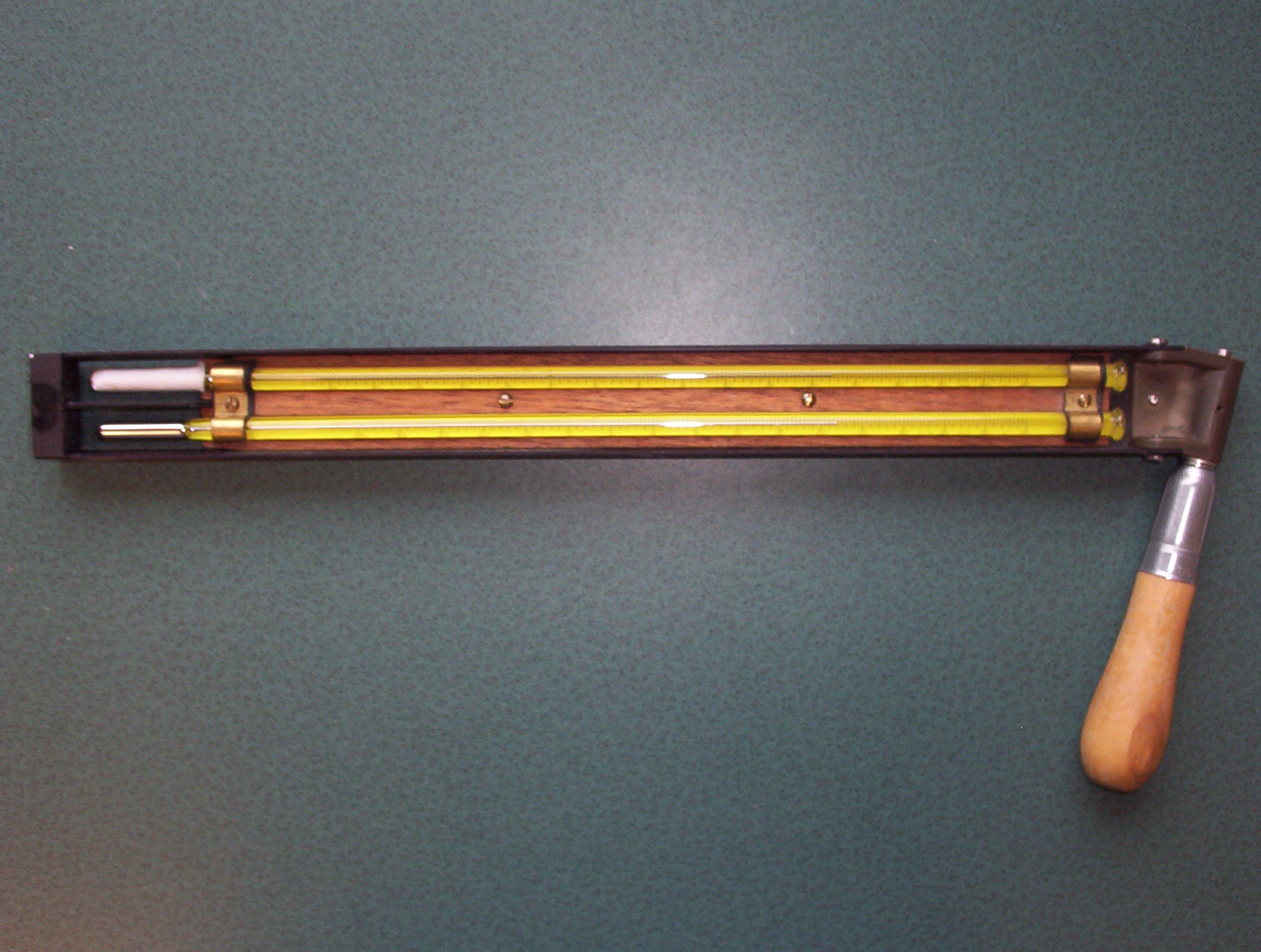
En slungpsykrometer.

För en slungpsykrometer uppnås den nödvändiga ventilationen genom att termometrarna är fästa på en slunga som snurras runt i luften. Alternativt kan termometrarna föras fram och tillbaka längs en lina. Man uppnår god mätnoggrannhet, även för låga fuktigheter, men hanteringen är omständlig.